# Солимено, Кристиан
Кристиан Дэвид Солимено (англ. Cristian David Solimeno; род. 27 апреля 1975, Хаммерсмит, Лондон, Великобритания) — британский актёр итальянского происхождения.

## Биография
Родился 27 апреля 1975 года в Хаммерсмите, одном из районов Лондона, Великобритания. Детство будущего актёра прошло в Париже. Его отец был итальянцем с ирландскими корнями. Дебютировал в 1995 году на британском телевидении. 
После эпизодических появлений в фильмах «Аферист» и «Мёртвые жизни» и регулярной роли в сериале «Жёны футболистов» (где Солимено снимался с 2002 по 2003), в 2007 ему досталась главная роль в фильме «Мать слёз» режиссёра Дарио Ардженто.
В 2016 году сыграл главную роль детектива Алекса Бруно в телесериале «Обвиняемая», который был закрыт после первого сезона.

## Фильмография
| Год       |    | Русское название                       | Оригинальное название                   | Роль                          |
| --------- | -- | -------------------------------------- | --------------------------------------- | ----------------------------- |
| 1995      | с  | Чисто английское убийство              | The Bill                                | Даррен Хинкс                  |
| 1999      | ф  | Аферист                                | Rogue Trader                            | Стив                          |
| 2000      | ф  | Мёртвые жизни                          | Dead Babies                             | Энди                          |
| 2002—2003 | с  | Жёны футболистов                       | Footballers' Wives                      | Джейсон Тёрнер                |
| 2004      | ф  | Девять жизней                          | Unstoppable                             | Скотт Найт                    |
| 2005      | с  | Викарий из Дибли                       | The Vicar of Dibley                     | Стив                          |
| 2006      | с  | Строго конфиденциально                 | Strictly Confidential                   | Ричард Нельсон                |
| 2007      | тф | Горец: Источник                        | Highlander: The Source                  | Хранитель                     |
| 2007      | ф  | Мать слёз                              | La Terza madre                          | детектив Энцо Марки           |
| 2008      | ф  | Идеальное убежище                      | Perfect Hideout                         | Ник                           |
| 2011      | ф  | Стеклянный человек                     | The Glass Man                           | Тоби Хаксли / Премьер-министр |
| 2013      | с  | Преступления прошлого                  | Case Histories                          | Риз Маршалл                   |
| 2013      | ф  | Гонка                                  | Rush                                    | Артуро Мерцарио               |
| 2013—2014 | с  | Холлиокс                               | Hollyoaks                               | Рэй МакКормик                 |
| 2015      | ф  | Курорт                                 | The Rezort                              | инструктор по стрельбе        |
| 2016      | ф  | Фантастические твари и где они обитают | Fantastic Beasts and Where to Find Them | палач                         |
| 2018      | ф  | Добро пожаловать в Кьюриосити          | Welcome to Curiosity                    | Декстер                       |
| 2020      | с  | Авеню 5                                | Avenue 5                                | Дэйв                          |
| 2022      | с  | Англичанка                             | The English                             | Клэй Джексон                  |